# Engaeus
Engaeus é um género de lagostins que pode ser encontrado na Austrália. Quinze das suas 35 espécies ocorrem na Tasmânia. Estes decápodes são notáveis pelo facto de viverem em tocas onde à entrada são construídas grandes "chaminés" 
O género Engaeus inclui as seguintes espécies :
- Engaeus affinis
- Engaeus australis
- Engaeus cisternarius
- Engaeus cunicularius
- Engaeus curvisuturus
- Engaeus cymus
- Engaeus disjuncticus
- Engaeus fossor
- Engaeus fultoni
- Engaeus granulatus
- Engaeus hemicirratulus
- Engaeus karnanga
- Engaeus laevis
- Engaeus lengana
- Engaeus leptorhynchus
- Engaeus lyelli
- Engaeus mairener
- Engaeus mallacoota
- Engaeus martigener
- Engaeus merosetosus
- Engaeus nulloporius
- Engaeus orientalis
- Engaeus orramakunna
- Engaeus phyllocercus
- Engaeus quadrimanus
- Engaeus rostrogaleatus
- Engaeus sericatus
- Engaeus spinicaudatus
- Engaeus sternalis
- Engaeus strictifrons
- Engaeus tayatea
- Engaeus tuberculatus
- Engaeus urostrictus
- Engaeus victoriensis
- Engaeus yabbimunna

## Refências
1. ↑  Horwitz, P. (1990). «A taxonomic revision of species in the freshwater crayfish genus Engaeus Erichson (Decapoda: Parastacidae)». Invertebrate Taxonomy. 4: 427-614
2. ↑  James W. Fetzner, Jr. (11 de fevereiro de 2005). «Genus Engaeus Erichson, 1846». Crayfish Taxon Browser. Carnegie Museum of Natural History. Consultado em 2 de setembro de 2007. Arquivado do original em 27 de setembro de 2007
3. ↑  Keith Crandall (1999). «Engaeus». Tree of Life Web Project